# Ilyushin Il-103
O Ilyushin Il-103 é uma aeronave para treinamento monomotor e de asa baixa, projetada pela Ilyushin, iniciando em 1990 na União Soviética. A aeronave é atualmente produzida na Rússia. Esta foi a primeira aeronave russa a obter certificação da Federal Aviation Administration, em 1998, para vendas nos Estados Unidos.
Produzido pela RSK-MiG, foi adotado pela Força Aérea da Coreia do Sul como aeronave de treinamento, onde é conhecida por T-103.

## Desenvolvimento
Originalmente o Il-103 foi pensado para um pedido de quinhentas aeronaves de treino militares e civis na Rússia. O desenvolvimento começou em 1990 estando previsto o primeiro voo em 1993 sendo adiado para o ano seguinte.

## Uso
Os críticos Dave Unwin e Marino Boric descreveram o projeto em 2015 como "muito robusto, seguro e confortável. Foi projetado para a operação diária em pistas ruins e com a habilidade de lidar com cada variação do severo clima russo."

## Variantes
- IL-103: versão base e de venda interna (Rússia)
- IL-103-10: versão para exportação
- IL-103-11: versão modernizada e melhorada para exportção
- IL-103SH: versão agrícola como pulverizador de pesticidas [7]
- T-103: Designação coreana para aeronave de treino

## Operadores
Bielorrússia
- 4 aeronaves compradas. 3 a serem entregues.

 Laos
- Força Aérea do Exército de Libertação de Laos: três entregues com um total de 21 pedidos[8]

 Coreia do Sul
- Força Aérea da Coreia do Sul: 22 operantes de um total de 23 entregues. A aeronave substituiu o Cessna T-41 Mescalero. Recebeu as primeiras aeronaves em Julho de 2004. O valor estimado do contrato é de US$9 milhões.[9]

 Peru
- Exército Peruano: 5 operantes de um total de 6 entregues para treinamento.

 Rússia
- Agência Florestal Federal russa: 30 aeronaves pedidas

## Acidentes e incidentes
| Data       | Matrícula | Local                                                                                     | Vítimas/Ocupantes | Breve descrição |
| ---------- | --------- | ----------------------------------------------------------------------------------------- | ----------------- | --- |
| 16/02/2000 | EP-813    | Lima                                                                                      | 0/2               | Causas desconhecidas. A aeronave ficou severamente danificada. A tripulação não sofreu danos. |
| 24/07/2008 | EP-815    | Peru                                                                                      | 0/0               | Causas desconhecidas. |
| 21/06/2011 | 010       | Próximo a Changwon                                                                        | 2/2               | O acidente ocorreu no dia 21 de Junho durante um voo de treinamento. O T-103 (russo Il-103) caiu em um campo próximo à academia militar da Força Aérea da Coreia do Sul, nos subúrbios de Changwon, a 120 km da capital Seoul. Durante o treinamento, o trem de pouso da aeronave enroscou em fios de alta tensão. |
| 22/07/2012 | RA-61912  | Próximo a Alekanovo                                                                       | 3/3               | O acidente ocorreu, muito provavelmente, como o resultado de um estol em altitude extremamente baixa enquanto realizando manobras, com altos ângulos de pitch, manobras proibidas pelo manual do Il-103. |
| 14/06/2015 | EW-041LL  | Próximo a Brest                                                                           | 2/2               | Voando em uma missão para detecção de incêndios, o Il-103 da "Bellesavia" caiu a poucos quilômetros do aeroporto de Brest. A aeronave caiu em um campo e se incendiou. |
| 12/08/2016 | RA-1467G  | Região de Altai. Próximo a cidade de Novoromanovo, não distante do aeródromo de Panfilovo | 1/1               | De acordo com os dados prelimitares, a uma altitude de 20 metros o motor falhou e a aeronave caiu a 100 metros da pista. |